# Ordrupgaard
Ordrupgaard è un museo d'arte statale situato vicino a Jægersborg Dyrehave, a nord di Copenaghen, in Danimarca. Il museo ospita una delle più importanti collezioni di arte danese e francese del Nord Europa dal XIX secolo all'inizio del XX secolo.
Ordrupgaard è stata fondata attorno al 1916-1918 dall'ex direttore generale di Hafnia, dal consigliere di Stato titolare Wilhelm Hansen (collezionista d'arte) e da sua moglie Henny Hansen.
Il 30 agosto 2005, è stara inaugurata la nuova estensione progettata dall'architetto iracheno Zaha Hadid. L'estensione misura 1.150 m² ed è costruita in vetro e cemento nero lavico uniti per formare un corpo decostruttivista e organico.